# Le Montsaugeonnais
Le Montsaugeonnais é uma comuna francesa na região administrativa do Grande Leste, no departamento do Alto Marna. Estende-se por uma área de 33.33 km², e possui 1.227 habitantes, segundo o censo de 2018, com uma densidade de 37 hab/km².
Foi criada, em 1 de janeiro de 2016, a partir da fusão das antigas comunas de Montsaugeon, Prauthoy e Vaux-sous-Aubigny.